# Clarkson Valley (Missouri)
Pour les articles homonymes, voir Clarkson.
Clarkson Valley est une ville de la proche banlieue de Saint-Louis, dans le comté de Saint-Louis, dans le Missouri, aux États-Unis,. Située au sud-ouest du comté, elle est incorporée en 1989.

## Démographie
Lors du recensement de 2010, la ville comptait une population de 2 632 habitants. Elle est estimée, en 2016, à 2 628 habitants.

### Source de la traduction
- (en) Cet article est partiellement ou en totalité issu de l’article de Wikipédia en anglais intitulé « Clarkson Valley, Missouri » (voir la liste des auteurs).